# Lai da Rims
Der Lai da Rims – deutsch: Rimsersee – ist ein kleiner Bergsee im Schweizer Kanton Graubünden und befindet sich südöstlich des Schweizerischen Nationalparks in der Ortlergruppe – hier auch Münstertaler Alpen genannt. Er liegt auf einer Höhe von 2395 m ü. M. in der Pflegezone der «UNESCO Biosfera Engiadina Val Müstair» und ist nur zu Fuss zu erreichen.

## Umgebung
Südöstlich über dem See befindet sich der Piz Umbrail, der bereits auf der Grenze zu Italien liegt.
Nordwestlich und etwas tiefer führt die vierte Etappe des Nationalpark-Panoramawegs (regionale Route 45) vorbei, die von Santa Maria Val Müstair durch das Val Vau und das Val Mora nach Buffalora führt, wo sich eine Bushaltestelle, ein Gasthaus und der Parkplatz P10 befinden.

## Nachweise
- Lai da Rims auf «geo.admin.ch».
- Lai da Rims auf «ortsnamen.ch».